# Mona aranya llanosa meridional
La mona aranya llanosa meridional (Brachyteles arachnoides) és un primat atèlid endèmic del Brasil, on viu als estats de Paraná, São Paulo, Rio de Janeiro, Espírito Santo i Minas Gerais. En portuguès se'l coneix com a mono carvoeiro, que significa mico carboner.
És l'espècie més grossa de mico del Nou Món. Els mascles mesuren uns 55–78 cm, sense comptar la cua, que mesura uns 74–80 cm, i pesen uns 9,6–15 kg. Les femelles tenen una longitud de 46–63 m, la cua de 65–74 cm i un pes de 8–11 kg. Tenen la cua completament prènsil.